# Петропавловское озеро
Петропа́вловское — крупнейшее озеро в Хабаровском районе Хабаровского края России.
Расположено в долине реки Сита и пойме реки Амур. Своим названием водоём обязан близкорасположенному селу Петропавловка. Площадь зеркала — 55,4 км². Водосборная площадь — 3600 км².
Петропавловское озеро начинается в 15 км ниже села Князе-Волконское. Берега низменные, заболоченные. На восточном берегу имеется выход скальных пород (Петропавловский утёс). Озеро мелководное, в засушливые годы от озера фактически остаётся русло реки Сита. При наводнениях очень сильно разливается, затапливая пойму.
В Петропавловское озеро впадает река Сита и несколько мелких ручьёв, озеро сообщается протоками Кривая, Чепчики, Малышевская и Петропавловская с рекой Амур. На западном побережье расположен Петропавловский залив, фактически являющейся старицей бывшей протоки, имевшей сообщение с Амуром. Рядом с Петропавловским озером имеется небольшое озеро Кухарское, соединённое с основной акваторией Кухарской протокой.
На западном берегу находятся сёла Константиновка и Свечино. Возле села Свечино находился пионерский лагерь им. Горького (заброшен). На восточном берегу находится село Петропавловка с расположенным в селе Свято-Петропавловским женским монастырём. Рядом с селом находятся детский лагерь им. Юрия Гагарина и студенческий лагерь Дальневосточного государственного университета путей сообщения. Озеро является местом летнего и зимнего отдыха местных жителей и хабаровчан.
Судоходство отсутствует, исключительно маломерное. До 1970-х годов в сёлах существовали рыболовецкие артели, в настоящее время промышленное рыболовство отсутствует. Из-за неблагоприятных экологических причин в зимнее время нередко отмечается массовый мор рыбы.

## Галерея
- Петропавловская протока
- Кухарская протока
- Петропавловское озеро в малую воду, дно обнажилось примерно на полкилометра от нормального уреза